# 名古屋市立松栄小学校
名古屋市立松栄小学校（なごやしりつ しょうえいしょうがっこう）は、愛知県名古屋市昭和区長戸町2丁目にある公立小学校。

## 概要
- 荒田町、石仏町、菊園町、紅梅町3丁目、小桜町3丁目、御器所通3丁目、下構町、台町3丁目、鶴羽町3丁目、天神町3丁目、陶生町、戸田
町、長池町、長戸町、広路本町4-6丁目、広路通1丁目、藤成通、松風町3丁目、明月町3丁目、南分町1－3丁目、南分町4-6丁目の一部、大和町、若柳町3丁目などが通学区域であり、公立中学校の進学先は名古屋市立桜山中学校である。

## 沿革
- 1936年（昭和11年）2月12日 - 御器所尋常小学校から分離し、松栄尋常小学校として開校[1]。
- 1937年（昭和12年）10月1日　- 中区の一部と南区の一部を併せて、昭和区が新設される。松栄尋常小学校は中区の学校から昭和区の学校になる。
- 1941年（昭和16年）4月1日 - 松栄国民学校に改称する。
- 1947年（昭和22年）4月1日 - 名古屋市立松栄小学校に改称する。

## 交通アクセス
- 名古屋市営地下鉄桜通線桜山駅下車、徒歩約15分。
- 名古屋市営地下鉄鶴舞線、桜通線御器所駅下車、徒歩約18分。